# 圣萨蒂南 (多姆山省)
圣萨蒂南（法語：Saint-Saturnin，法語發音：[sɛ̃ satyʁnɛ̃]）是法国多姆山省的一个市镇，位于该省中部偏南，属于克莱蒙费朗区。

## 地理
圣萨蒂南（45°39'34"N, 3°5'32"E）面积16.86 平方千米，位于法国奥弗涅-罗讷-阿尔卑斯大区多姆山省，该省份为法国中南部省份，北起阿列省接壤，东临卢瓦尔省，南至上盧瓦爾省和康塔爾省，西接科雷兹省和克勒兹省。
与圣萨蒂南接壤的市镇（或旧市镇、城区）包括：沙诺纳、艾达、库尔诺勒、奥卢瓦、圣阿芒塔朗德、圣热内斯尚帕内勒、圣桑杜。

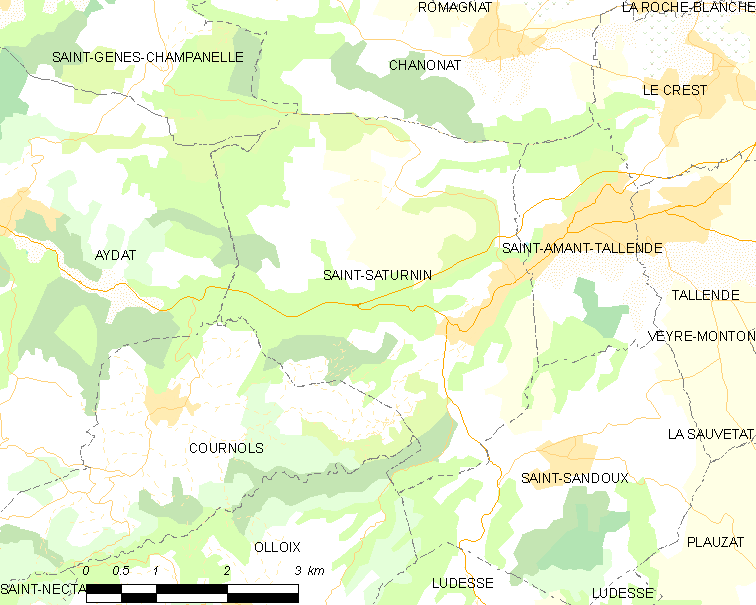
的OSM定位图

圣萨蒂南的时区为UTC+01:00、UTC+02:00（夏令时）。

## 行政
圣萨蒂南的邮政编码为63450，INSEE市镇编码为63396。

## 政治
圣萨蒂南所属的省级选区为奥尔西讷县。

## 人口

1962-2008年间人口变化图示

圣萨蒂南于2022年1月1日时的人口数量为1167人。